# أبو طاهر مصباح
أبو طاهر بن مصباح الحق الْكُمِلَّائِيّ (مواليد 6 مارس 1956)، المعروف أيضًا باسم أديب حضور صاحب هو عالم إسلامي وأكاديمي ومؤلف من البنغال. وهو مؤسس نصاب المدني ، وأول كتاب مدرسي كتبه لها، ایشو عربی شیکھی (تعال تعلم العربي)، يُقرأ باعتباره الكتاب المدرسي الأساسي لتعلم اللغة العربية في بنغلاديش.

## الحياة المبكرة والتعليم
وُلِد أبو طاهر مصباح في 6 مارس 1956. اسم والده مصباح الحق. على الرغم من أن موطنه الأصلي كان في ناحية كملا، إلا أنه نشأ في داكا. بعد الدراسة في الجامعة النورية الإسلامية والجامعة القرآنية العربية لالباغ أكمل دورة الحديث (ماجستير) من الجامعة الإسلامية فتية في عام 1977.

## حياة مهنية
بدأ حياته المهنية كمدرس في جامعة دار العلوم الإسلامية المدنية. ثم قام بالتدريس في جامعة النورية الإسلامية لمدة 25 عامًا تقريبًا. أثناء تدريسه في مدرسة النورية، بدأ حركة إصلاح التعليم من خلال نشر مجلة "اقرأ" المكتوبة بخط اليد باللغة العربية. وفي وقت لاحق، تأسست مدرسة المدينة على ضوء تفكيره.
ومنذ ذلك الحين بدأ في كتابة الكتب المدرسية التجريبية لمدني نسب . وفي وقت لاحق، انتشر أسلوب التدريس الذي أدخله في جميع أنحاء البلاد. أول كتاب مدرسي كتبه لمدني نسب كان كتاب ایشو عربی شیکھی (تعال تعلم العربي)، والذي يعتبر الكتاب المدرسي الأساسي لتعلم اللغة العربية في بنغلاديش . تشمل الكتب المدرسية الأخرى التي ألفها: ایشو صرف شیکھی، ایشو نحو شیکھی، ایشو بلاغت شیکھی، ایشو فقہ شیکھی، ایشو اردو شیکھی، ایشو کلام مرامت کری، اسلام کے جانتے ہلے، التمارين ، ایشو تفسير شیکھی.
كتاب ایشو قرآن شیکھی هو أول كتاب تمهيدي عن القرآن الكريم لطلاب المدارس الدينية في شبه القارة الهندية. "المنار" و"المزم الواسط" هما قاموسان عربي بنغالي حديثان ألفهما.
وفي عام 1992 أسس مدرسة المدينة تحت إشراف عبد الحي الفهارفوري على ضوء فكره.

## الأعمال الأدبية
وهو رئيس تحرير المجلة الأدبية البنغالية "القلم" (الشهرية) . وفي مجال الأدب البنغالي، أظهر للعلماء طريقاً جديداً. كرس العديد من تلاميذه أنفسهم لممارسة الأدب البنغالي. قام بترجمة كتاب الإسلام والعالم لأبو الحسن علي الحسني الندوي ، منقذو الروح الإسلامية ، أركان أربعة، المرتضى، قصص النبيين ، والوضع القانوني لاتباع المذهب لمحمد تقي العثماني ، حضرة أمير معاوية أور تاريخي حقائق إلى البنغالية. كما قام أيضًا بترجمة كتاب الرسول العربي لجورو دوت سينغ دارا. ومن إبداعاته البارزة في الأدب البنغالي: مذكراته عن الحج في شبابه مع محمد الله الحافظي ، ومسافر لبيت الله، والبحث عن تركستان في تركيا ، وما إلى ذلك. ومن الإضافات البارزة لأدب الأطفال سلسلة عقيدة الطفل، وسلسلة سيرة الطفل، وغيرها.

### كتاب مدرسي
- ایشو عربي شیکھی
- ایشو سارف شیکھی
- ایشو ناهب شیکھی
- ایشو قرآن شیکھی
- ایشو فقه شیکھی
- ایشو بلاغت شیکھی
- ایشو اردو شیکھی
- هذا تفسير شيكي
- اسلام کے جانتے ہلے
- التمارين الكتاب على طريق إلى العربية

### الأدب البنغالي
- مسافر لبيت الله (بیت اللہر مسافر)
- في ظل بيت الله (بیت اللہر چھایای)
- البحث عن تركستان في تركيا (ترشکے ترکستانیر سندھانے)
- استمع إلى البستاني الرحيم (دردی مالیر کتھا شونو)
- الطريق إلى المنزل للطلباء العلم (طالبان علمیر راہ منزل)

### الأدب العربي
- تفسير القرآن الكريم

### أدب الترجمة
- قبول الوديعة الخاصة بك
- أحبك يا نبي
- الإسلام والعالم
- طلب العلم طريق الحياة
- قصص النبيين
- منقذو الروح الاسلامية
- أركان أربعا
- هدية الشرق
- حياة ورسالة مولانا محمد الياس
- حضرة معاوية في التاريخ
- ذكرياتي - بعضها سعيدة وبعضها حزينة
- ما هو المذهب ولماذا؟
- مقام الصحابة وكرامات الصحابة
- دوحال اسلام

### قاموس
- المنار (البنغالية-العربية)
- المزم الواسط (عربي-بنغالي)

### تحرير
- تيسير الفقه المیسر
- التوبة هي حقيقة الإستغفار (توبہ استغفاریر حقیقت)
- مليئة بالزهور (پشپہ سمگرہ)
- الهداية شرح بداية المبتدي
- حياة المحدث رحمہ اللہ
- نور الحديث طريق الحياة (حدیثیر آلو جیبنیر پاتھیو)

### سلسلة عقيدة الطفل من 1 إلى 10
- الله
- نبي ورسول
- الكتاب السماوي
- الملاك
- الرجل الأول
- جنة
- جهنم
- القيامة
- الحشر
- بيت الطين

### سلسلة سيرة الطفل من 1 إلى 10
- النبي في مكة
- النبي في المدينة
- النبي في ميدان الجهاد 1
- النبي في ميدان الجهاد 2
- كان النبي مثل ذلك 1
- كان النبي مثل ذلك 2
- لقد احبك النبي
- معجزة النبي
- قال النبي
- النبي في نظر غير المسلمين

## إرث
استضافت الجمعية البريطانية لمعلمي اللغة العربية مؤتمرها الدولي السنوي الثالث في جامعة مانشستر. كان عنوان المؤتمر "الشيخ أبو طاهر مصباح: الرجل الذي ألهم الآلاف لإتقان اللغة العربية في بنغلاديش" وقد قدمه محفوظ أحمد السلهتي في 6 و7 يوليو 2023 في المملكة المتحدة.